# Воросна
Воросна — деревня в Вяземском районе Смоленской области России. 
Входит в состав Ермолинского сельского поселения. 
Расположена в восточной части области в 23 км к востоку от Вязьмы, в 13 км южнее автодороги М1 «Беларусь». В 8 км южнее деревни расположена железнодорожная станция Исаково на линии Вязьма — Калуга. 
В 2007 году в деревне постоянно проживал 1 житель (2007). 
| 2015 |
| ---- |
| 1    |

## История
В годы Великой Отечественной войны деревня была оккупирована гитлеровскими войсками с октября 1941 года, освобождена в марте 1943 года.